# Regina Todorenko
Regina Petrovna Todorenko (tiếng Ukraina: Регіна Петрівна Тодоренко; tiếng Nga: Регина Петровна Тодоренко; sinh ngày 14/6/1990) là nữ ca sĩ, MC truyền hình người Ukraina.

## Tiểu sử
Regina Todorenko sinh năm 1990 tại Odessa. Từ khi còn bé, cô đã tham gia các lớp khiêu vũ, thanh nhạc và nhạc kịch. Năm 2007, Regina theo học Đại học Odessa National Maritime. Năm 2010, cô học Đại học Văn hóa Nghệ thuật Quốc gia Kiev.
Từ tháng 1/2014 Todorenko là MC cho chương trình "Oryol i Reshka".
Năm 2015, Regina Todorenko ra mắt ca khúc đầu tay "Heart's Beating".